# Hattnijaur
Hattnijaur är en sjö i Lycksele kommun i Lappland och ingår i Umeälvens huvudavrinningsområde. Sjöns area är 0,29 kvadratkilometer och den är belägen 265 meter över havet.